# 基西杜古省
基西杜古省是西非國家畿內亞的33個省之一，位於該國東南部，由法拉納大區負責管轄，首府設於基西杜古，北臨庫魯薩省和康康省，東接凱魯阿內省，南毗馬桑塔省和蓋凱杜省，西鄰法拉納省，面積8,872平方公里，人口約214,000。